# Balboa Amusement Producing Company
La Balboa Amusement Producing Company fu una casa cinematografica statunitense fondata in California nel 1913. La sua attività di produzione durò solo pochi anni: dal 1913 al 1918 produsse oltre un migliaio di pellicole, il 90% delle quali sono andate perdute.
La sede principale della compagnia, conosciuta anche con il nome Balboa Studios, si trovava a Long Beach, nella Sixth Street e Alamitos Avenue. La casa di produzione spostò i suoi studi per le riprese in esterni in un'area di undici acri (45.000 m²) a Signal Hill (California).
Tra le star che lavorarono per lo studio vanno ricordati Fatty Arbuckle e Buster Keaton. Henry King, che in seguito, sarebbe diventato uno dei più popolari registi di Hollywood, mosse i suoi primi passi alla Balboa dirigendo la piccola Baby Osborne, diva bambina del cinema muto. Vi lavorarono anche Ruth Roland, regina dei serial, e Lillian Lorraine, diva delle Ziegfeld Follies.

## Attori
Attori e registi che lavorarono alla Balboa:

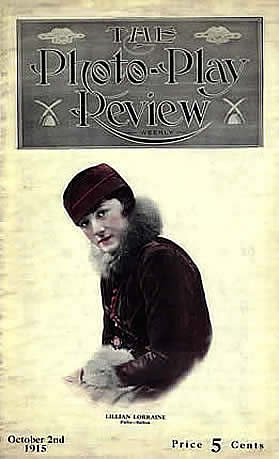
Lillian Lorraine (1915)
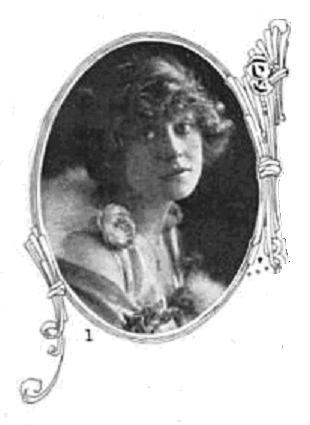
Jackie Saunders (1915)
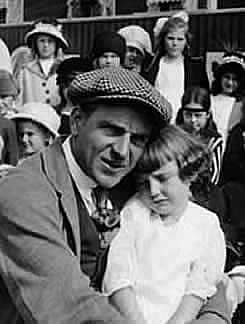
Henry King e Baby Marie Osborne (1916)
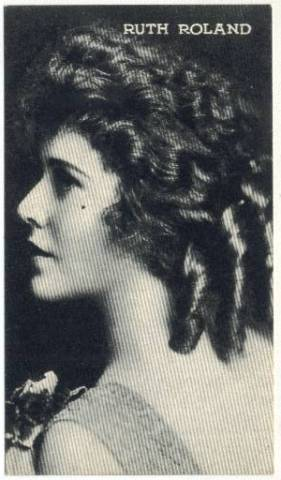
Ruth Roland (1917)
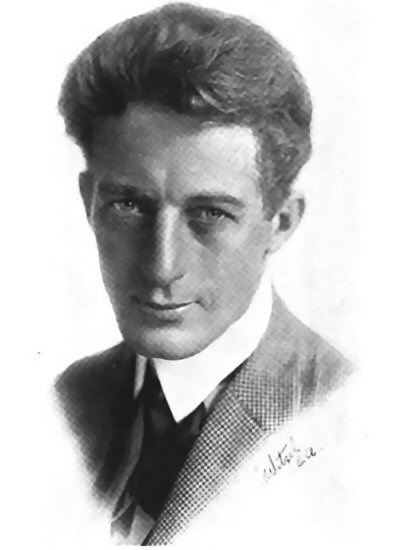
Charles Dudley
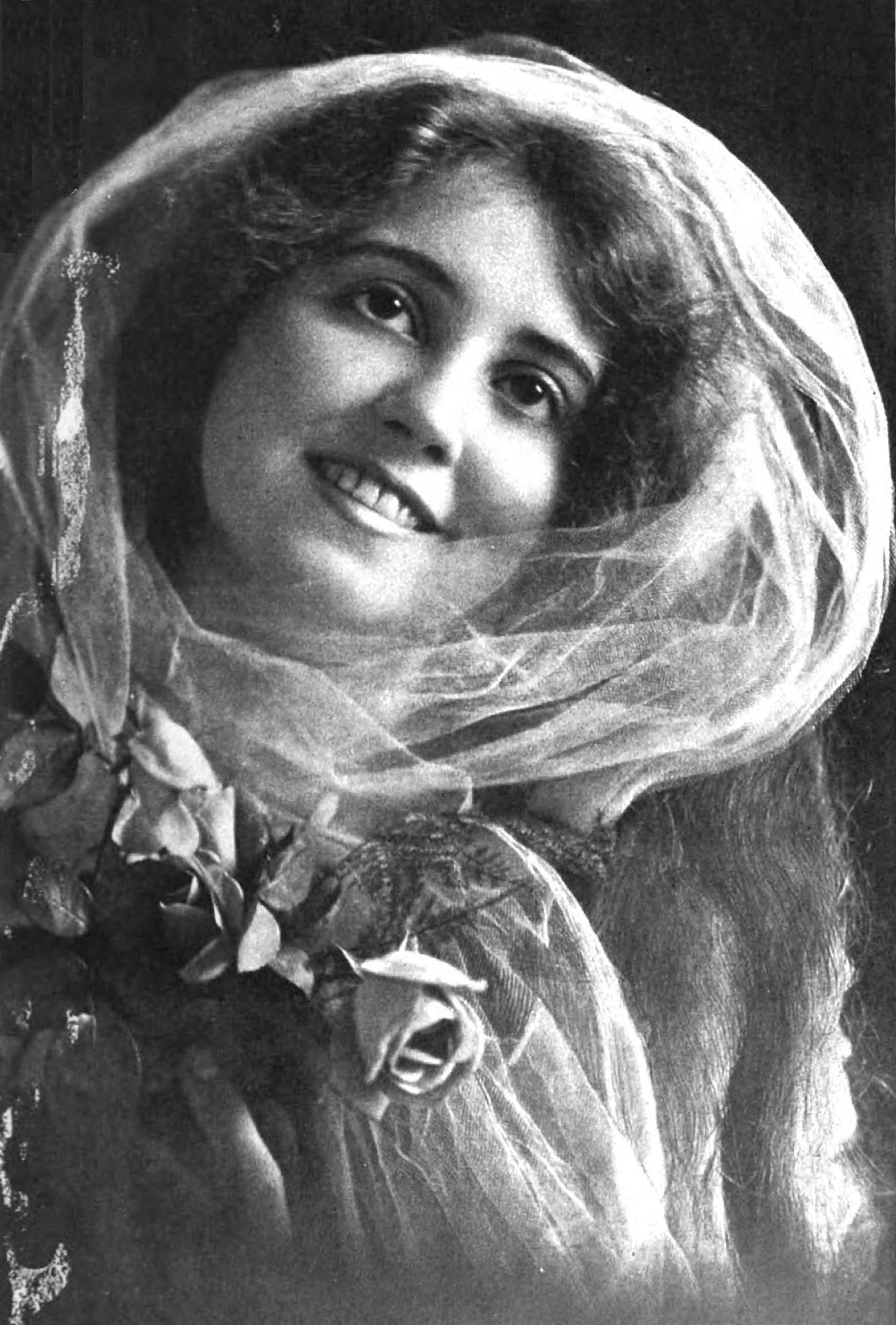
Vola Vale

## Filmografia
Quando manca il nome del regista, questo non viene riportato nei titoli

### 1913
- By Impulse – cortometraggio (1913)
- A Midnight Call – cortometraggio (1913)
- You've Got to Pay, regia di William Wolbert – cortometraggio (1913)
- The Path of Sorrow, regia di Bertram Bracken – cortometraggio (1913)
- The Moth and the Flame – cortometraggio (1913)

### 1914
- The Policewoman – cortometraggio (1914)
- The Power of Print, regia di Charles Dudley – cortometraggio (1914)
- All on Account of Polly – cortometraggio (1914)
- Won by a Nose – cortometraggio (1914)
- The Unexpected – cortometraggio (1914)
- Sacrificial Fires – cortometraggio (1914)
- The Intrigue – cortometraggio (1914)
- Abide with Me, regia di William Wolbert – cortometraggio (1914)
- The Race for a Mine – cortometraggio (1914)
- Professor Oldboy's Rejuvenator – cortometraggio (1914)
- St. Elmo, regia di J. Gordon Edwards (1914)
- Thou Shalt Not, regia di Will S. Davis (1914)
- Called Back, regia di Henry Otto – cortometraggio (1914)
- The Counterfeit – cortometraggio (1914)
- The Sands of Life – cortometraggio (1914)
- The Imprint, regia di David Porter – cortometraggio (1914)
- The Cruise of the Hell Ship – cortometraggio (1914)
- The Call of the Heart – cortometraggio (1914)
- Nerve – cortometraggio (1914)
- Gypsy Love, regia di Henry Otto – cortometraggio (1914)
- The Silver Lining – cortometraggio (1914)
- The Rat – cortometraggio (1914)
- The Hunchback of Cedar Lodge – cortometraggio (1914)
- The Human Soul – cortometraggio (1914)
- The Way of the World – cortometraggio (1914)
- The Will o' the Wisp, regia di Henry Otto – cortometraggio (1914)
- The Square Triangle, regia di Bertram Bracken – cortometraggio (1914)
- The Criminal Code, regia di William Desmond Taylor (1914)
- Storms of Life – cortometraggio (1914)
- The Winner – cortometraggio (1914)
- The Heart of a Brute, regia di Bertram Bracken – cortometraggio (1914)
- Through Night to Light – cortometraggio (1914)
- Rose of the Alley – cortometraggio (1914)
- The Awakening, regia di William Desmond Taylor – cortometraggio (1914)
- The Vow – cortometraggio (1914)
- The Test of Manhood, regia di Bertram Bracken – cortometraggio (1914)
- The Judge's Wife, regia di William Desmond Taylor – cortometraggio (1914)
- Through Fire and Water – cortometraggio (1914)
- The Great Secret – cortometraggio (1914)
- Little Sunbeam – cortometraggio (1914)
- The End of the Bridge – cortometraggio (1914)
- The Bracelet – cortometraggio (1914)
- Seeds of Jealousy – cortometraggio (1914)
- The Mask – cortometraggio (1914)
- Little Jack – cortometraggio (1914)
- Bitter Sweets – cortometraggio (1914)
- To Love and to Hold – cortometraggio (1914)
- Message of the Mind – cortometraggio (1914)
- Vengeance of the Flames – cortometraggio (1914)
- The Dream of Loco Juan – cortometraggio (1914)
- The Stranger – cortometraggio (1914)
- When Fate Was Kind – cortometraggio (1914)
- Ill Starred Babbie, regia di Sherwood MacDonald (1914)
- The Coveted Heritage – cortometraggio (1914)

### 1915
- The Light in a Woman's Eyes, regia di Harry Harvey – cortometraggio (1915)
- The Break-Up – cortometraggio (1915)
- An Eye for an Eye, regia di William Desmond Taylor (1915)
- The Tip-Off, regia di T. Hayes Hunter – cortometraggio (1915)
- The Japanese Mask – cortometraggio (1915)
- Saved from Himself – cortometraggio (1915)
- The Acid Test – cortometraggio (1915)
- The Bliss of Ignorance – cortometraggio (1915)
- Who Pays?, regia di Harry Harvey, H.M. Horkheimer e Henry King - serial (1915)
- Ima Simp's Dream – cortometraggio (1915)
- The Quality of Forgiveness – cortometraggio (1915)
- Ima Simp, Detective – cortometraggio (1915)
- The Price of Fame, regia di H.M. Horkheimer – cortometraggio (1915)
- The Pursuit of Pleasure, regia di Harry Harvey – cortometraggio (1915)
- When Justice Sleeps, regia di Harry Harvey – cortometraggio (1915)
- The Nemesis o The Brand of Man, regia di Henry King – cortometraggio (1915)
- The Love Liar, regia di Harry Harvey – cortometraggio (1915)
- Beulah, regia di Bertram Bracken (1915)
- Unto Herself Alone, regia di Harry Harvey – cortometraggio (1915)
- The Butterfly – cortometraggio (1915)
- Ima Simp, Goat – cortometraggio (1915)
- Houses of Glass, regia di Harry Harvey – cortometraggio (1915)
- Eyes That Cannot See – cortometraggio (1915)
- The Ladder of Love – cortometraggio (1915)
- Tricks of Fate, regia di William Desmond Taylor – cortometraggio (1915)
- Blue Blood and Yellow, regia di Harry Harvey (1915)
- The Kick Out – cortometraggio (1915)
- Today and Tomorrow – cortometraggio (1915)
- For the Commonwealth, regia di Harry Harvey – cortometraggio (1915)
- The Pomp of Earth, regia di Harry Harvey – cortometraggio (1915)
- Man to Man, regia di William Wolbert – cortometraggio (1915)
- The Fruit of Folly, regia di Harry Harvey – cortometraggio (1915)
- Toil and Tyranny, regia di Harry Harvey – cortometraggio (1915)
- The Rim of the Desert – cortometraggio (1915)
- The Dolls of Intrigue – cortometraggio (1915)
- Hamlet – cortometraggio (1915)
- The Tomboy, regia di William Wolbert – cortometraggio (1915)
- Straws in the Wind – cortometraggio (1915)
- In Humble Guise, regia di Bertram Bracken – cortometraggio (1915)
- The Mesh of the Net – cortometraggio (1915)
- The Cup of Chance, regia di Joseph Levering – cortometraggio (1915)
- Where the Trail Led, regia di Rupert Julian – cortometraggio (1915)
- Ima Simp on the Job – cortometraggio (1915)
- A House Divided – cortometraggio (1915)
- Tides of Time, regia di Joseph Levering – cortometraggio (1915)
- Capital Punishment, regia di Joseph Levering – cortometraggio (1915)
- Nancy of Stony Isle – cortometraggio (1915)
- Neal of the Navy, regia di William Bertram e W.M. Harvey - serial (1915)
- The Fallen Standard – cortometraggio (1915)
- The Maid of the Wild, regia di Sherwood MacDonald (1915)
- The Purple Night, regia di Stanner E.V. Taylor – cortometraggio (1915)
- The Toilers of the Sea – cortometraggio (1915)
- The Lost Secret – cortometraggio (1915)
- The Girl from Tim's Place – cortometraggio (1915)
- Pearls of Temptation – cortometraggio (1915)
- The Dragon's Claw – cortometraggio (1915)
- Counsel for the Defense – cortometraggio (1915)
- The Morning After – cortometraggio (1915)
- Comrade John, regia di Bertram Bracken (1915)
- The Adventures of a Madcap – cortometraggio (1915)
- The Woman of the Sea – cortometraggio (1915)
- Should a Wife Forgive?, regia di Henry King (1915)
- A Bolt from the Sky – cortometraggio (1915)
- His Conquered Self – cortometraggio (1915)
- A Woman's Wiles – cortometraggio (1915)
- A Gentleman's Agreement – cortometraggio (1915)
- A Rose Among the Briars – cortometraggio (1915)
- The Red Circle, regia di Sherwood MacDonald - serial (1915)
- Everygirl – cortometraggio (1915)
- The Mysterious Bride – cortometraggio (1915)

### 1916
- Paying the Toll – cortometraggio (1916)
- A Daughter of the Woods – cortometraggio (1916)
- The House of Mystery – cortometraggio (1916)
- The Heart Breakers – cortometraggio (1916)
- The Crime of Circumstance – cortometraggio (1916)
- Big Brother – cortometraggio (1916)
- The Shrine of Happiness, regia di Bertram Bracken (1916)
- The Child of the West – cortometraggio (1916)
- Who Knows? – cortometraggio (1916)
- The Master Smiles – cortometraggio (1916)
- Little Mary Sunshine, regia di Henry King (1916)
- A Slave of Corruption – cortometraggio (1916)
- Mismates, regia di Bertram Bracken – cortometraggio (1916)
- The Witch of the Mountains – cortometraggio (1916)
- The Home Breakers, regia di Bertram Bracken – cortometraggio (1916)
- The Birth of a Man (1916)
- The Millionaire's Son – cortometraggio (1916)
- The Girl Who Won – cortometraggio (1916)
- Haunted and Hounded – cortometraggio (1916)
- The Girl That Didn't Matter – cortometraggio (1916)
- When Might Is Right, regia di Henry King – cortometraggio (1916)
- The Spell of the Knife – cortometraggio (1916)
- The Broken Promise – cortometraggio (1916)
- The Oath of Hate, regia di Henry King – cortometraggio (1916)
- Spellbound, regia di Harry Harvey (1916)
- Child of Fortune – cortometraggio (1916)
- The Twin Triangles, regia di Harry Harvey (1916)
- The Flirting Bride – cortometraggio (1916)
- Shadows, regia di Reaves Eason – cortometraggio (1916)
- The Stained Pearl, regia di Fred Huntley – cortometraggio (1916)
- An Old Man's Folly, regia di Reeves Eason – cortometraggio (1916)
- Pay Dirt, regia di Henry King (1916)
- The Matrimonial Martyr, regia di Sherwood MacDonald (1916)
- Sibyl's Scenario
- The Ancient Blood, regia di Charles Bartlett (1916)
- The Head of the House
- The Crooked Road, regia di Bertram Bracken (1916)
- The Dupe – cortometraggio (1916)
- The Grip of Evil, regia di W.A.S. Douglas e Harry Harvey (1916)
- The Sand Lark, regia di E.D. Horkheimer e H.M. Horkheimer (1916)
- The Better Woman, regia di Joseph A. Golden (1916)
- Faith's Reward, regia di Henry King – cortometraggio (1916)
- Crooked Road
- The Deluded Wife
- Lesson from Life
- For the Governor's Chair
- The Power of Evil, regia di E.D. Horkheimer e H.M. Horkheimer (1916)
- The Moods of Medora
- The Better Instinct, regia di Bertram Bracken – cortometraggio (1916)
- From the Deep – cortometraggio (1916)
- The Sultana, regia di Sherwood MacDonald (1916)
- Treading Pearls
- The Chorus Girl and the Kid
- The Question Mark (1916)
- Shadows and Sunshine, regia di Henry King (1916)
- The Target of Dreams
- Twin Souls
- Jess of the Hill Country
- Boots and Saddles (1916)
- Butts Casey, Crook
- The Girl Who Doesn't Know
- The Master of Her Soul
- The Dawn of Wisdom
- Joy and the Dragon, regia di Henry King (1916)

### 1917
- A Message from Reno (1917)
- The Room of Mystery – cortometraggio (1917)
- Twin Kiddies, regia di Henry King (1917)
- In the Hands of the Law, regia di Ben Goetz (1917)
- Crossed Trails (1917)
- Sold at Auction, regia di Sherwood MacDonald (1917)
- The Beloved Vampire, regia di E.D. Horkheimer e H.M. Horkheimer – cortometraggio (1917)
- The Inspirations of Harry Larrabee, regia di Bertram Bracken (1917)
- Mentioned in Confidence, regia di Edgar Jones (1917)
- Told at Twilight, regia di Henry King (1917)
- Sunny Jane, regia di Sherwood MacDonald (1917)
- The Alien Blood, regia di Burton George (1917)
- The Devil's Bait, regia di Harry Harvey (1917)
- The Wildcat, regia di Sherwood McDonald (1917)
- Sunshine and Gold, regia di Henry King (1917)
- Vengeance of the Dead, regia di Henry King (1917)
- The Yellow Bullet, regia di Harry Harvey - mediometraggio (1917)
- The Neglected Wife, regia di William Bertram (1917)
- The Checkmate, regia di Sherwood McDonald (1917)
- A Bit of Kindling, regia di Sherwood MacDonald (1917)
- Betty Be Good, regia di Sherwood MacDonald (1917)
- Bab the Fixer, regia di Sherwood MacDonald (1917)
- The Mainspring, regia di Henry King (1917)
- The Martinache Marriage, regia di Bert Bracken (1917)
- The Stolen Play, regia di Harry Harvey (1917)
- The Phantom Shotgun, regia di Harry Harvey (1917)
- The Secret of Black Mountain, regia di Otto Hoffman (1917)
- The Climber, regia di Henry King – cortometraggio (1917)
- The Understudy, regia di William Bertram (1917)
- The Girl Angle, regia di Edgar Jones (1917)
- The Best Man, regia di Bertram Bracken (1917
- The Lady in the Library, regia di Edgar Jones (1917)
- The Clean Gun, regia di Harry Harvey (1917)
- Feet of Clay, regia di Harry Harvey (1917)
- Brand's Daughter, regia di Harry Harvey (1917)
- His Old-Fashioned Dad (1917)
- Zollenstein, regia di Edgar Jones (1917)

### 1918
- The Price of Folly - serial (1918)
- Phantom Fame (1918)
- Counterfeit Clues (1918)
- The Cat's Paw (1918)
- The Sin of Innocence (1918)
- Sold for Gold – cortometraggio (1918)
- In Poverty's Power (1918)
- The Rebound (1918)
- Shifting Sands (1918)
- Nine-Tenths of the Law, regia di B. Reeves Eason (1918)
- The Locked Heart, regia di Henry King (1918)
- No Children Wanted, regia di Sherwood MacDonald (1918)
- Miss Mischief Maker, regia di Sherwood MacDonald (1918)
- The Midnight Burglar, regia di Robert Ensminger (1918)
- Wanted: A Brother, regia di Robert Ensminger (1918)
- Little Miss Grown-Up, regia di Sherwood MacDonald (1918)

## Pubblicità della Balboa

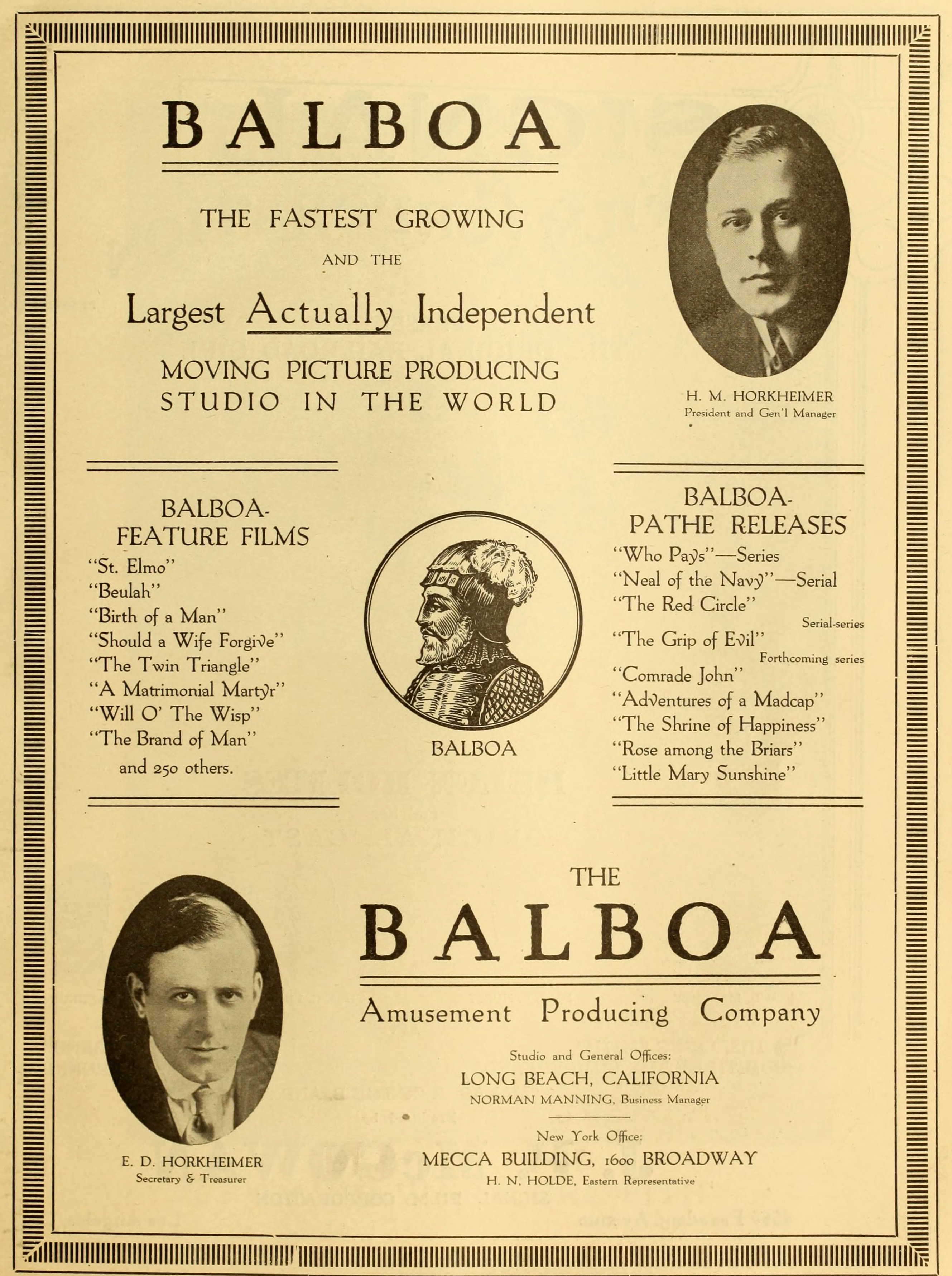
The Moving Picture World, luglio 1916